# Leki dostępne bez recepty lekarskiej

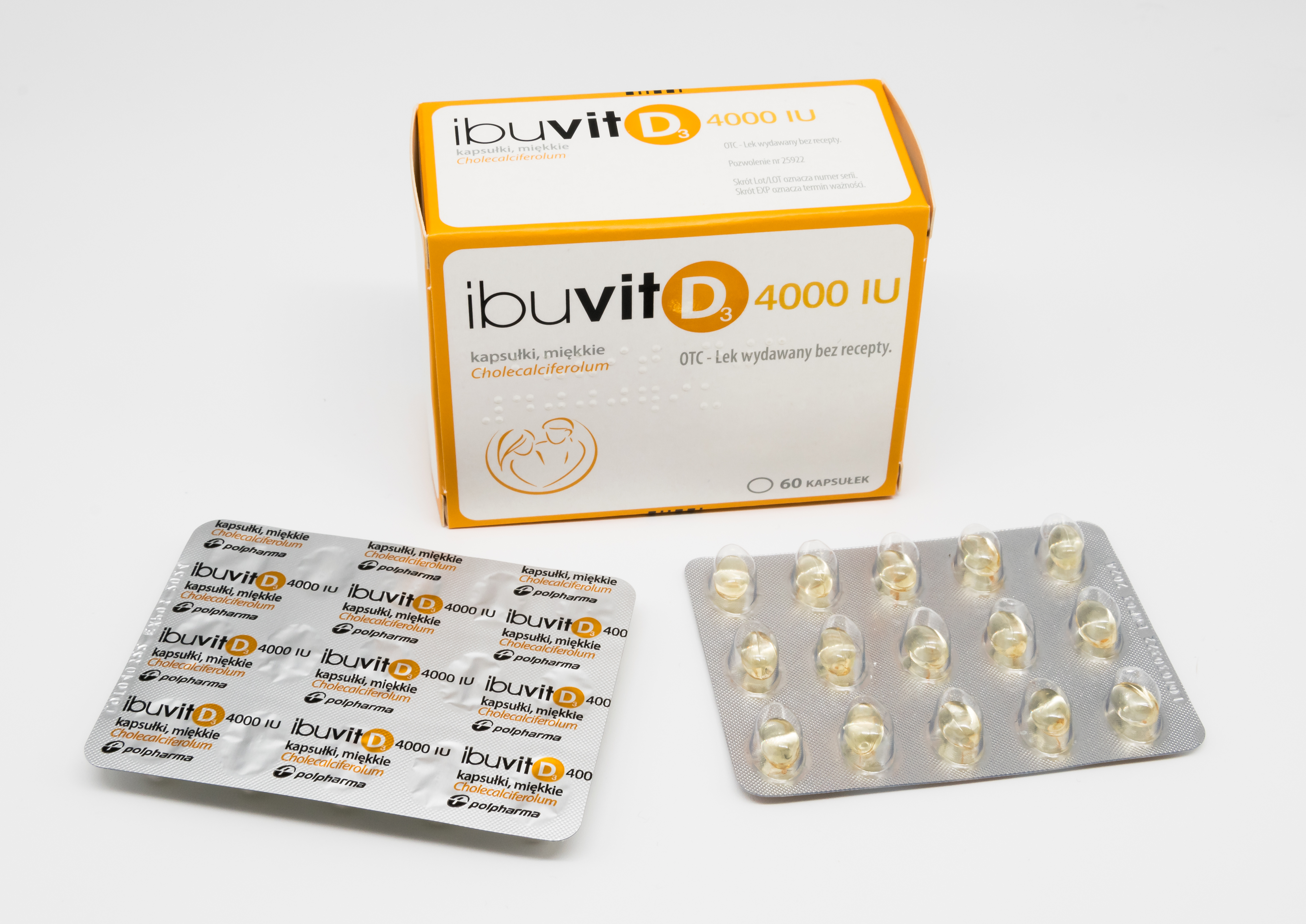
Lek OTC

OTC (ang. over-the-counter drug) – w medycynie leki wydawane bez recepty lekarskiej. 
OTC umożliwiają pacjentom samoleczenie w powszechnych dolegliwościach, jak również w okresie przed zasięgnięciem porady lekarskiej. Aby produkt leczniczy mógł zostać dopuszczony do obrotu jako lek OTC, musi być bezpieczny w ściśle limitowanym czasie stosowania (zwykle do 3 lub 5 dni) w konkretnych, łatwych do samozdiagnozowania przez pacjenta dolegliwościach. Kryteria dostępności produktów leczniczych wydawanych bez recepty są definiowane przez WHO oraz w Europie przez EMA, natomiast w USA, Kanadzie i krajach Ameryki Łacińskiej i Południowej przez Pan American Health Organisation.
Przeciwieństwem do leków dostępnych bez recepty lekarskiej, są leki wydawane z przepisu lekarza (oznaczane w Polsce symbolem Rp), wydawane z przepisu lekarza do zastrzeżonego stosowania (Rpz), wydawane z przepisu lekarza i zawierające środki odurzające lub substancje psychotropowe (Rpw) oraz stosowane wyłącznie w lecznictwie zamkniętym (Lz).